# Russell Springs (Kentucky)
Russell Springs – miasto w Stanach Zjednoczonych, w stanie Kentucky, w hrabstwie Russell.